# Григор Войнов
Григор Георгиев Войнов или Григориос Георгиу Вайнас, известен с псевдонима Аграфиотис (на гръцки: Γρηγόριος Βαϊνάς Αγραφιώτης, Григориос Вайнас Аграфиотис), e гръцки революционер, капитан на гръцка андартска чета в Македония.

## Биография

### Семейство
Григор Войнов е роден в леринското село Сребрено (Сребрени), днес Аспрогия, Гърция. Неговият дядо Йоанис Вайнас, бъчвар от Керасиес, Аграфа, е участник в Гръцката революцията от 1821 година с четата на Йоанис Макриянис. По-малката сестра на дядо му Евгения Вайна загива в Хорото на Залонгос. Йоанис Вайнас убива един бей заради честта на другата си сестра и за да избегне ареста, бяга в Леринско и се установява в Сребрено. Тъй като е бил издирван и е имал много сблъсъци с османците от района, е арестуван няколко пъти, като при един от тях е ослепен.
Йоанис Вайнас има трима сина, Георгиос, Константинос и Николаос. Георгиос, бащата на Григор, се жени за Геракини Кирку, дъщеря на Димитриос Киркос, който е сътрудник на Ригас Фереос. Григор имал по-голям брат Йоан, който носи прякора Гърка (Γραικός), и сестра Мария, която е омъжена в близкото село Лехово. В Сребрено Григор Войнов получава начално образоване при Константин Емануил (1839 – 1904). Григор Войнов се жени за 19-годишната Георгия Гробанопулос (или Кробана), дъщеря на Димитриос Гоцис Гробанопулос и Екатерини, родена Волиоту, с която има пет деца, Михаил, Трифон, Вангел, Пантелей и Евгения. Синът му Пандо Войнов (Панделис Вайнас, 1924 – 2008) е гръцки комунистически деец, български офицер, генерал-майор, преди това ръководител на славяномакедонските структури на Гръцката комунистическа партия в емиграция през 1952 – 1956 година.

### Ранни революционни действия
Според гръцки източници Войнов участва в Гръцкото четническо движение в Македония (1896 – 1897). В 1899 година Григор Войнов става хайдутин в четата на Вангел Георгиев, а в 1901 година става касиер на четата. През пролетта на 1903 година е заловен от османците и хвърлен в затвора. Скоро той успява да избяга и заминава заедно със съселянина си Христо Панайотов в Атина, за да се върне в началото на май същата година с леховеца Космас Белиос. През май 1903 година Войнов се отличава в битката на четата на Вангел Георгиев с комитата Пандо Шишков, при моста на Кайцени, близо до Негован. Скоро Войнов става подвойвода на четата. През лятото на 1903 година се присъединява към четата на Коте Христов.

### Участник в Гръцката въоръжена пропаганда в Македония
След убийството на Вангел Георгиев през май 1904 година, четата му е поета от Григор Войнов. В 1904 година той си сътрудничи с водача на гръцката пропаганда Павлос Мелас. През септември същата година той също си сътрудничи с Лаки Пирза, Александрос Караливанос, Сотириос Висвикис и Йоанис Пулакас в битките в Костенарията срещу местните български милиции и районната чета на Костандо Живков.
По-късно той отново заминава за Атина с Лаки Пирза, откъдето се завръща през март 1905 година. Участва в Загоричанското клане, като си сътрудничи с Константинос Гутас. Като командир на чета действа в Леринско, сътрудничейки си със Стефанос Дукас – Мальос, Константинос Гутас Георгиос Цондос – Вардас. На 17 април 1905 година сребренската чета на Войнов заедно с Никостратос Каломенопулос – Нидас, Христос Цолакопулос – Рембелос и Понгас, се сблъскват в Бел камен с османска част. В битката Войнов успява да спаси Рембелос.
В края на април 1905 година Войнов с Рембелос каракачаните от Фармаковите колиби водят битка при Попадийските колиби с четата на Тане Клянджев, в което загиват 18 български четници. През май същата година, заедно с Андреас Панайотопулос, Георгиос Диконимос – Макрис и Димо Вангелов водят тричасова битка с български комити в Зелениче, която е прекратена поради пристигането на османска рота. На 31 януари 1906 година Войнов заедно с Леонидас Цорис , Кючука и Трайко Браянов водят дълга и кървава битка с османска войскова част в Лехово, където са заловени. Те са отведени в Битолския затвор, където Войнов е осъден на доживотен затвор, но успява да избяга. На 29 май 1906 година той участва заедно с Павлос Гипарис, Георгиос Воланис, Георгиос Канелопулос, Андреас Диконимос и Евангелос Коропулис в голяма битка при Сребрено срещу османски части. В битката участват 3000 османски войници и 300 гръцки четници. По време на битката Андреас Панайотопулос идва като подкрепление с милиция от Клисура. След битката, Войвон е арестуван при сбиване в Лехово, затворен в Битолския затвор заедно със Стефан Начев, Христо Панайотов и Димо Вангелов, но е освободен поради предоставянето на обща амнистия, последвала Младотурската революция през 1908 година.

### След Балканските войни
След Балканските войни, когато Леринско попада в Гърция, той работи като строител и служи за кратко време като номарх на Лерин, по настояване на Наталия Мела. Получава парцел от гръцката държава и военна пенсия с чин капитан, каквато се дава на участниците в гръцката пропаганда в Македония. Предложена му е пенсия за инвалидност, но той я отказва.
В 1930 година, благодарение на неговите усилия, е издигнат паметник от 3-ти армейски корпус с бюст на Вангел Георгиев и надгробен камък, споменаващ 13 от 25-те убити критяни в битката при Сребрено. През 30-те години на XX век той емигрира в Съединените щати, но се връща след 6 години. В 1943 година германците изгарят Сребрено, като изгаря напълно и неговата къща. Той я поправя, но след известно време отново е опожарена от българи. След края на Втората световна война гръцката държава, като признание за приносите му, му предлага да получи парцел земя в Атина, но той отказва.
Григор Войнов умира на 19 декември 1970 година. Удостоен е с държавно погребение и военни почести.
Брат му Йоанис, така нареченият Грък, в началото на Първата световна война през 1915 година е отровен от местни българи.